# Wapen van Het College ter Directie van den Slaperdijk

Het wapen van het College ter directie van den Slaperdijk

Het wapen van het College ter directie van den Slaperdijk werd op 30 september 1818 bij besluit van de Hoge Raad van Adel aan het waterschap Het College ter directie van den Slaperdijk bevestigd. Dit houdt in dat het waterschap het wapen voor 1818 al officieus als wapen gebruikte. In 1949 ging het waterschap met het andere waterschap Het Heemraadschap De rivier de Eem, beken en aankleve van dien op in het nieuwe waterschap Heiligenbergerbeek. Hiermee verviel het wapen.

## Beschrijving
De blazoenering luidt als volgt:
Gevierendeeld; het eerste van zilver beladen met een rood kruis; het tweede van goud, waarop drie kruikenbladen; het derde in de lengte doorsneden, het eerste van goud waarop drie zwarte hanen, het tweede afgerond van acht stukken van goud en blauw; het vierde deel van zilver met twee rode stormladders en geborduurd met eene blaauwe rand, het geheel bedekt met een goud schild waarop een kraanvogel houdende in deszelfs linkerpoot een steen.
De heraldische kleuren zijn: azuur (blauw), goud (geel), keel (rood), sabel (zwart), (vergeten: sinopel (groen)) en zilver.

## Geschiedenis
Het wapen is samengesteld uit het wapen van Amersfoort, het wapen van Leusden, het wapen van Woudenberg en het wapen van Renswoude. De kraanvogel (met steen) uit het hartschild staat meestal symbool voor waakzaamheid. Dat verwijst naar een oude legende waarbij de kraanvogels die bij de Nijl leefden werden bejaagd door pygmeeën. Om niet ten prooi te vallen verzamelden de kraanvogels zich 's nachts en bleef er een (of meerdere) op wacht staan met een steen in de poot. Dit is het wapen dat Aernt Dircksz van Cranenburch (1630-1690) uit Veenendaal voerde. Hij is mogelijk (de eerste?) dijkgraaf geweest van de Slaperdijk.
Het wapen komt voor op een kaart uit 1705 die bedoeld was duidelijk te maken welk gebied van de dijk tot de jurisdictie van het College behoorde. Ook kwam het wapen voor op een zegel van rond diezelfde periode.

## Verwante wapens

Het wapen van Amersfoort
Het wapen van de ambachtsheerlijkheid Leusden
Het wapen van Woudenberg uit 1818
Wapen van de heerlijkheid Renswoude
Het wapen van het waterschap Vallei en Veluwe